# Celestus curtissi
Espèce
Statut de conservation UICN

 LC  : Préoccupation mineure
Celestus curtissi est une espèce de sauriens de la famille des Diploglossidae.

## Répartition
Cette espèce est endémique d'Hispaniola.

## Liste des sous-espèces
Selon The Reptile Database (25 mai 2012) :
- Celestus curtissi aporus Schwartz, 1964
- Celestus curtissi curtissi Grant, 1951
- Celestus curtissi diastatus Schwartz, 1964
- Celestus curtissi hylonomus Schwartz, 1964

## Étymologie
Cette espèce est nommée en l'honneur d'Anthony Curtiss.

## Publications originales
- Grant, 1951 : The specific characters of the Celesti, with description of anew species of Celestus (Sauria: Anguidae). Copeia, vol. 1951, no 1, p. 67-69.
- Schwartz, 1964 : Diploglossus costatus Cope (Sauria: Anguidae) and its relatives in Hispaniola. Reading Public Museum and Art Gallery, Scientific Publications, no 13, p. 1-57.